# Dinastia Chandra
La dinastia Chandra fou una dinastia que va governar al sud-est de Bengala (Vanga i Samatata) durant un segle i mig entre el inici del segle X i la meitat del segle xi. Hi ha algunes inscripcions en coure d'aquesta dinastia que permeten afermar la continuïtat dels governants al llarg del temps (cinc generacions) a Vanga i Samatata mentre la dinastia Pala governava al nord i oest de Bengala i al Bihar.
Purnachandra i Suvarnachandra eren terratinents a Rohitagiri (possiblement la regió de Lalmai) com a vassalls dels reis d'Harikela que devien dominar la regió de Samatata després de la desaparició de la dinastia Deva. Trailokyachandra (vers 900-930), fill de Suvarnachandra, fou el primer sobirà independent. Va establir el seu domini sobre Samatata amb Devaparvata com a centre de poder, i gradualment es va estendre a Chandradvipa i parts de Vanga, assumint el títol de maharajadhiraja. Un dels versos de la inscripció de Mainamati de Ladahachandra diu que sota Rerailokyachandra el país de Vanga va adquirir prosperitat. L'ascens de Trailokyachandra a Samatata fou probablement contemporània de l'ascens dels Kamboja al nord-oest de Bengala dins de l'Imperi Pala. Fou durant el seu govern i el del seu fill i successor Srichandra (vers 930-975), que el centre administratiu del regne va passar a Vikramapura a Vanga.
Srichandra fou sens dubte el principal rei de la dinastia; va regnar uns 45 anys i el va portar al zenit. Hauria dominat tota la regió de Vanga i va entrar fins a Kamarupa (Assam). La seva inscripció trobada a Paschimbhag al districte de Moulvibazar, recorda els seus èxits a Kamarupa i els seus intents d'establir un gran nombre de bramins a l'àrea de Sylhet. També va dirigir les seves armes contra els "Gaudes" (que podrien ser els Kamboja Gaudapatis o els Pales) i hauria jugat un rol crucial en salvar el trontollant poder Pala de Gopala II. Les donacions de terres assenyalades en sis inscripcions i les dels seus successors, testimonien que va governar sobre un gran territori a Vanga i Samatata.
Del seu fill i successor Kalyanachandra (vers 975-1000) només s'ha descobert una inscripció: les dels seus successors però, indiquen que Kalyachandra va fer sentir el seu poder a Gauda i Kamarupa. Hauria donat el cop final als Kamboja al nord i oest de Bengala el que hauria permès la revifada de la dinastia Pala sota Mahipala I. Els seus dos successors foren Ladahachandra (vers 1000-1020) i Govindachandra (vers 1020-1050), fill i net de Kalyanachandra, que van mantenir el poder de la dinastia i van seguir una política liberal.
Govindachandra fou el darrer rei conegut. Durant el seu govern sobre 'Vangaladesha' que es van produir inundacions tal com esmenta la inscripció de Tirumulai; també va patir les invasions dels Coles (entre 1021 i 1024). Govindachandra o el seu desconegut successor haurien patit l'atac del rei kalachuri Karna (en algun moment abans de 1048-49) i això fou segurament responsable de la caiguda dels Chandres.
Els Chandres foren budistes i les activitats budistes estaven plenament vigents durant el seu govern com testimonien les excavacions a Mainamati. Però es creu que els governants Chandres seguien una política de tolerància religiosa; Srichandra hauria promocionat la religió bramànica a l'àrea de Sylhet i els dos darrers reis Chandres van mostrar tendències vaixnavites.

## Reis
- Traillokyachandra (900–930)
- Srichandra (930–975)
- Kalyanachandra (975–1000)
- Ladahachandra (1000–1020)
- Govindachandra (1020–1050)